# أمل مقادمة
أمل مقادمة (1985-2023) هي طبيبة فلسطينية، من مواليد مدينة غزة، تخرجت من كلية دبي الطبية للبنات في الإمارات العربية المتحدة عام 2009 وحصلت على الماجستير في علم الأحياء الدقيقة، وتابعت دراسة تخصص الأشعة في المستشفى الأوروبي. عملت كعميدة جامعية في بداية مسيرتها، ثم التحقت للعمل في عيادات الرعاية الأولية التابعة للأونروا في مخيم النصيرات وسط القطاع، واستشهدت في مدينة غزة خلال الحرب الفلسطينية الاسرائيلية في 24 أكتوبر 2023.